# 8808 Луманн
(8808) 1981 UH28 (1981 UH28, 1986 WB10, 1990 RP1, 1990 SK14) — астероїд головного поясу, відкритий 24 жовтня 1981 року.
Тіссеранів параметр щодо Юпітера — 3,325.